# Rodolfo de Melo Machado
Rodolfo de Melo Machado (28 de fevereiro de 1884, Rio de Janeiro/RJ – 14 de dezembro de 1923, Rio de Janeiro/RJ. Foi um poeta, contista, jornalista e crítico de artes plásticas. Rodolfo casou-se em 1910, com a poetisa Gilka Machado. e foram pais de dois filhos, Hélio, que morreu precocemente, e Eros, que se consagrou como bailarina com o nome de Eros Volúsia.

## Biografia
Pouco é sabido sobre sua vida. Nasceu Rodolfo em 1884  na cidade do Rio de Janeiro e dedicou-se desde a juventude às letras, tornando-se um conhecido poeta, contista, crítico de artes plásticas e jornalista. Como poeta, dono de uma personalidade original, era um sonetista e pertencia à segunda geração simbolista. Um simbolismo requintado, avançado e complexo.
Desde seus vinte anos (a partir de 1905), atuou nos meios de comunicação mais badalados de sua época,  publicava seus trabalhos poéticos em periódicos (jornais) e revistas cariocas e, profissionalmente, atuou em vários deles. Foi diretor de várias revistas literárias tais como "O Mundo Brasileiro", que reputava a si mesmo o destaque de ser a mais importante revista comercial e industrial da América Latina e que tinha, o cidadão italiano, naturalizado brasileiro em 1922), Antônio Maselli era gerente administrativo e estava sediada à Av. Rio Branco, n.º 137, 1.º andar, Rio de Janeiro.
"A Cidade" (1916), "'O Brasil Centenário" e a conhecida "Revista Souza Cruz", onde atuou com secretário e, sucedendo depois a Castro Menezes, como diretor da parte literária, entre outras. A revista "Souza Cruz" estampava em suas páginas os trabalhos poéticos da nata da intelectualidade de então, como Jorge Jobim, Walfredo Martins, Gilka Machado, Rodolfo, Ulysses Sarmento, Damasceno Vieira, os romances de Clara dos Anjos, artigos diversos, crônicas de costumes, etc. Já o "Jornal das Moças", trazia uma penca interminável de poetas e contistas, eram eles Leôncio Corrêa, Renato Travassos, Renato Lacerda, Humberto Lima, Carlos de Magalhães, Raymundo Magalhães, Theodor Bloch, contos de E. Daudet, traduzidos por A. Kreisler, José Stornine, Oliveira Aguiar, Gonçalo Jacome, Alice de Almeida, Nestor Guedes, J Brito, Domingos Beguito, Otto Carlos Filho, Octavio R Ribeiro, A. S. Pinto, etc. Por volta de 1919, Rodolfo entrou para a redação do matutino "Jornal do Comércio", onde foi redator.

## Colaborações, publicações e participações
Rodolfo, chamado de "o cantor da nossa natureza" e, conhecido por seu "Impressões de Paquetá'", foi, ativamente, um dos colaboradores.
- (1911) Da revista feminina "A Faceira", que se imprimia mensalmente [8][9] . A Faceira, de circulação nacional e cujo conteúdo era voltado ao público feminino, funcionava no primeiro andar da rua dos Ourives n.º 50, e tinha como colaboradores, além de Rodolfo, as "senhoritas": Leonor Posada, Cecília Pimentel Aguirre, Violeta Motta, Hermance de Aguiar, Julieta Accioli, Elda de Moraes Cardoso e Carmen das Dores; os "senhores": Angelo Tavares, Ataliba Reis, Alvarenga da Fonseca, Hermes Fontes, Silveira da Motta, Da Veiga Cabral, Ricardo de Albuquerque, Deoclydes de Carvalho e Lupercio Garcia. Os cargos de redator-chefe d’A Faceira eram de Xavier Pinheiro, José Carvalhaes Pinheiro e Romulo Batista.[10]
- (1917) Da revista paulistana "Panóplia". A revista mensário "Panóplia" (SP),[11] lançada na cidade de São Paulo, no mês de junho de 1917 exibia artigos de ciência, arte e literatura. Tinha um grupo selecionado de colaboradores. Além de Rodolfo, lá estavam Affonso Celso, Olavo Bilac, Affonso d'Escragnolle Taunay e Alcântara Machado; o cientista Franco da Rocha; e os pintores Benedito Calixto e Anita Malfatti. O pintor e caricaturista Di Cavalcanti foi diretor artístico da revista, propondo novas ideias de ilustração e diagramação, além de publicar suas caricaturas.[12] A revista, com sede na Rua Direita, 8A, era dirigida por Pedreira Duprat e Cassiano Ricardo, com Ernesto Teixeira de Carvalho Filho como gerente. Sua redação contava com o trabalho de Edvard Carmilo, Sebastião Cezar e Edgard Pimentel Braga. A impressão do periódico era feita na Typo-Litographia Casa Duprat, no nº 21 da Rua São Bento.[13]
- (1917) Do semanário "A Cidade", de propriedade de Arquimedes Soutinho (diretor) e Levi Autran [14] e que tinha, ao seu lado, um time extravagante de colaboradores, como Pereira da Silva, Goulart de Andrade, Nogueira da Silva, Rodolfo e Gilka, Carlos Rubens, Afrânio Peixoto, Mauricio de Medeiros, Justino de Montalvão, Noronha Santos, José Galhanone, Adelino Magalhães, Alexandre Dias, Marcos Pinheiro, Carvalho Ramos, Raul Machado, Mario Freire, Heitor Telles, Miranda e Horta, etc.[15] As oficinas de "A Cidade" funcionavam à Praça dos Governadores, n.º 6 onde também, o Sr. Soutinho, montou uma papelaria.
- (1918) Do "Boletim Mundial'" , um órgão de propaganda e divulgação da "Agência Mundial",[16] O Boletim Mundial não possuía orientação política e sua distribuição era gratuita, ele foi criado pelo jornalista Mário Bulcão em meados de janeiro de 1918, que criou também a "Agência Sul-Americana" com a mesma finalidade. Em 1920 ele tornou-se um órgão oficial da Associação Brasileira de Imprensa,[17] instituição da qual depois desfiliou-se.
- (1919) Da revista "América Latina: Revista de arte e pensamento" [18] [nota 2] Lançada entre 22 de julho e agosto de 1919, através de uma parceria entre Andrade Muricy (1895-1984), Tasso da Silveira (1895-1968) (que também lançou as revistas "Terra de Sol" e "Festa") e Gomes de Faria, a revista "América Latina", com suas publicações de arte e pensamento, e que se auto-designava um "órgão de defesa do espírito latino-americano, circulou até fevereiro de 1920.[19] Idealizada sob um viés simbolista, dela participaram várias personalidades do meio literário brasileiro da época. Foram seus co-fundadores Gilka, Nestor Vítor,  o "Rodó brasileiro" e Ribeiro Couto.[20]
- (1919) Da revista-álbum, da cidade de Niterói, "Luz e Sombras" [21] Era uma revista ilustrada, fundada em outubro de 1919 e dedicada às ciências, artes, letras, esporte, comércio e atualidades e que tinha sua redação à Rua Visconde de Moraes, n.º 29 (bairro do Ingá), na cidade de Niterói. Seu diretor era Murilo Souza Soares, o redator-chefe Nelson da Silva Campos, era gerente Pedro Rodrigues Pinto e secretário Cícero Ribeiro de Castro. Vários eram os colaboradores a exemplo de Julião de Castro, que também era o chefe de polícia, Joaquim Eugênio Peixoto, que também era o tabelião do 1.º ofício, o Conde Afonso Celso, que era presidente do Instituto Histórico, Alcides Barcelos, que era secretário do Bangu Atlético Clube, o Capitão Manoel Benício, e seu belo artigo sobre a "toponímia indiana campista", o jornalista Alberto Moreira, o sonetista Brasil Machado de Campos e Conceição de Andrade, responsável pela "Página feminina". Várias eram as seções: Notas teatrais, Esporte, Página Feminina, Notícias diversas e caricaturas, Vanitas Vanitatum, etc. [nota 3]
- (1919) De "A Revista",[22] com sua publicação mensal, a revista tinha como diretor-proprietário Manoel Leite Bastos e, dentre seus colaboradores estavam, além de Rodolfo, Franklin Coutinho, o teatrólogo que respondia pela seção Telas e Ribaltas, Castro Lopes, o escritor teatral, e um dos fundadores da Academia Fluminense de Letras, José Quaresma Júnior, o poeta, jornalista e prosador, Francisco de Paula Achilles (1889-1955). Francisco era inspetor escolar da Escola Normal, lugar onde se reunião, vez ou outra, a "Academia Fluminense de Letras", em sua sessões e eventos, e, por fim o boêmio, jornalista, escritor, poeta e anarco-comunista Olavo Bastos, irmão do fundador Manoel Leite Bastos [23] e redator-secretário de A Revista. Vários destes intelectuais ligados à A Revista faziam parte de um grupo chamado a Roda do Café Paris, grupo este que participou da fundação da Academia Fluminense de Letras (AFL).[24]
- (1919) Da revista / Semanário "Mundo Brasileiro", onde era diretor.  A revista saiu a público em 21 de novembro de 1919, era editada às quintas feiras e estampava em suas capas fotos das grandes atrizes da época, como Virginia Momaghan, uma das mais populares artistas da tela, Magdalene Traverse, Henny Porten, Hella Moja, de Berlin, Stella Maya, Pola Negri, Mia May da Uba de Berlim, etc e trazia, em suas seções, trabalhos poéticos e artigos sobre a Semana Política, sobre os Teatros, Cinema Mundial, Desportos, Modas, entre outros. Estes artigos eram assinados por Gilka e Rodolfo, por Adhemar Dias, Rafael Urbano,[25] pelo cronista esportivo Raul Alves,[26] pelas notas semanais de Antônio Torres, pelos comentários de Adoasto de Godoy, pelos comentários sobre teatro de Claudio de Souza, Arturo Aguirre, Rodolfo Machado,[27] Saul de Navarro, Raul Machado, Álvaro Bomilcar, etc. [nota 4] A revista era uma propriedade da empresa "Ferreira da Costa & Cia", com sede à Rua do ouvidor 68 e tinha Walterr Emerick Hehl, como diretor-gerente.[30][31]

Olavo escreveu com Luiz Leitão para o "Teatro São José" uma revista em três atos com o título Zuarte.
Em algumas destas revistas ele atuou como chefe e, durante sua passagem, tornou-as veículos legítimos da expressão da cultura e do valor da nossa literatura. E teve seus trabalhos publicados, entre outros, 
- (1918) No "Boletim Mundial", onde também publicavam, entre outros, Gilka, Belmiro Braga, Nogueira da Silva, e Miguel Mello, Félix Pacheco, Hermes Fontes, Viriato Corrêa, João do Norte, Jackson de Figueiredo, etc.[34]
- (1918) Na Exposição do "Petit Trianon", a galeria artística do "bric-á-braquista" Rosa e Silva e do pintor capixaba, Levino Fânzeres (1884-1956).[35]
- (1922) No "Jornal das Moças" [36]
- (1922)  Na "Academia Fluminense de Letras" - Por vezes Rodolfo era convidado a participar de eventos diversos, como aqueles promovidos pela "Academia Fluminense de Letras", que, no dia 16 de março de 1922, realizava uma de suas sessões solenes e onde se faziam presentes, além do convidado e a esposa Gilka, Joaquim Peixoto, J. Demoraes, Quaresmo Junior, Ricardo Barbosa, Renato Lacerda, Maurilio Araújo, Laurita Lacerda, Rachel Lacerda, entre outros. A sessão foi encerrada com a performance de alguns cantores, dentre eles, Edméa Regazzi Mello, Marietta Marcondes, João Pinto Rodrigues, etc.[37] As sessões da Academia eram realizadas, no "Teatro João Caetano", no "Teatro Municipal" ou no salão nobre da "Escola Normal".
- (1924)" Ele teve participação na Exposição no Salão dos Poetas, em 21 de janeiro de 1924, que teve lugar no saguão do Jornal do Brasil. Este evento foi coordenado pelo artista plástico Angelus, que selecionou 79 trabalhos poéticos para ilustrá-los (a partir de desenhos) e apresentá-los ao público. Destas poesias 28 ilustrariam o livro "Bailados Brancos" de Paulo Torres, e sete sairiam de concepções exclusivas do artista.[nota 5] Esta exposição seria depois e quase que imediatamente, apresentada no saguão do Liceu de Artes e Ofícios.[40]
- (1924)" Rodolfo é premiado com o 2.º lugar do concurso de contos da "Revista da Semana" com o conto "A desforra". Nesta oportunidade ele usa o sobrenome de Antônio Firmo.[41] Quando sai a premiação, o poeta já havia morrido e coube à esposa (viúva) receber o referido em seu nome e a premiação equivalente de 200$000.

A morte de Rodolfo, além de prematura, foi quase inesperada. Poucos são os registros que atestem os momentos finais que antecedem esta fatalidade. Ele estava, até onde é sabido, em pleno gozo de sua saúde. O laudo médico atesta, entretanto, que ele morreu vitimado por uma meningite, deixando esposa e dois filhos.

## Publicações
- A obra póstuma, o livro "Divino Inferno", editado pela Editora “Benjamim Costallat & Miccolis” Editores, Rio de Janeiro, em 1924 é seu único livro, com edição póstuma organizado pela poetisa e viúva Gilka Machado, sua esposa.[3] inclui texto introdutório "Rodolpho Machado e o seu Divino Inferno" por Gilka Machado.
- (Inédito e não publicado) "Longe da Civilização". Livro de contos regionais.[33][44]

Durante certo tempo vários periódicos publicaram e comentaram sobre o artigo / conferência "O esplendor e a decadência do beijo" realizada no salão nobre do "Jornal do Comércio" no dia 1 de setembro de 1921. e cuja súmula foi a seguinte: 
— "Concepção do beijo",
 
— "Os primeiros dias do Éden",

— "O protoplasto",

— "Origem do amor",

— "Considerações do Dolphus Martin, Segouvo e Ponsard",

— "O beijo através do Oriente",

— "A poesia árabe e o poeta Al-Nabigha",

— "O cântico dos cânticos e Sulamita",

— "A dinastia dos Guoridas",

— "O Japão e a China",

— "A virtude e o pecado",

— "O beijo do Mal",

— "Roma e o Paganismo",

— "O Cristianismo e a purificação dos sentimentos",

— "Síntese do ósculo materno",
 
— "A fundação da primeira igreja e o beijo religioso",

— "O beijo nas cerimônias sociais da Inglaterra, Alemanha e França",

— "Uma referência crítica de Voltaire",

— "A Idade Média e as Cavalarias",

— "O beijo nos torneios",

— "O símbolo medieval do Amor",

— "Os doze de Inglaterra",

— "O espírito de religião e os deveres da honra",

— "As criações dos Tribunais de Amor",

— "Altivez, respeito e crença",

— "O esplendor do beijo",

— "As influências da Idade Média e o Renascimento",

— "O beijo entre os dois sexos",

— "Política feminina",

— "As Duquesas Georgina de Devonshire e de Gordon",

— "A Idade Moderna",

— "Considerações",

— "Fase contemporânea: O beijo e a guerra",

— "A França e o beijo Clemenceau",

— "Os alemães e o beijo",

— "Um conflito em Neuhof",

— "O beijo nos Estados Unidos",

— "O projeto do Deputado Waro",

— "Um leilão interessante",

— "A decadência do ósculo",

Parte final:

— "Considerações sintéticas do beijo na poesia antiga e moderna",
 
— "Citações de Jean Second, Edmond Rostand, Victor Hugo, Paul Verlaine, Olavo Bilac, Antonio Corrêa de Oliveira, Vicente de Carvalho, Luiz Delfino, Raimundo Corrêa, Bruno Seabra, Antonio Feijó, Gilka Machado e Ramon de Campoamor.